# Gerry Goffin
Gerry Goffin (11. února 1939 – 19. června 2014) byl americký textař. Po návratu z armády studoval chemii a v roce 1959 se oženil se zpěvačkou Carole King, které v té době bylo pouhých sedmnáct let. Spolu začali psát písně, mezi velké hity patřila například „Will You Still Love Me Tomorrow“ proslavená skupinou The Shirelles či „Take Good Care of My Baby“, kterou nahrál Bobby Vee. Jedním z jejich největších hitů byla píseň „The Loco-Motion“, kterou nahráli například Little Eva, Grand Funk Railroad nebo Kylie Minogue. Dvojice se rozešla v roce 1968, ale roku 1990 byla uvedena do Rock and Roll Hall of Fame. Zemřel v roce 2014 ve věku pětasedmdesáti let.

## Sólová diskografie
- It Ain't Exactly Entertainment (1973)
- Back Room Blood (1996)